# 후방 추론
후방 추론(後方推論, backward reasoning, backward chaining)은 전방 추론과 반대로 목표로부터 시작해서 이를 충족시키는 전제를 찾아나가는 추론 방식이다. 가능한 목표의 수가 적은 경우에 우수한 추론 방법이다.
게임 이론에서 연구자들은 이를 (더 단순한) 하위 게임에 적용하여 역진 귀납(backward induction)이라는 과정을 통해 게임에 대한 해결책을 찾는다. 체스에서는 역행 분석(Retrograde Analysis)이라고 하며, 컴퓨터 체스용 체스 엔드게임을 위한 테이블 기반을 생성하는 데 사용된다.
후방 추론은 SLD 분석을 통해 논리 프로그래밍에서 구현된다. 두 규칙 모두 모더스 포넨스 추론 규칙을 기반으로 한다. 이는 추론 규칙과 논리적 함의를 통해 가장 일반적으로 사용되는 두 가지 추론 방법 중 하나이다. 다른 하나는 전방 추론이다. 후방 추론 시스템은 일반적으로 깊이 우선 탐색 전략(예: 프롤로그 (프로그래밍 언어))을 사용한다.

## 같이 보기
- 전방 추론